# Kekeri
Kekeri is een bestuurslaag in het regentschap West-Lombok van de provincie West-Nusa Tenggara, Indonesië. Kekeri telt 4504 inwoners (volkstelling 2010).